# Kime

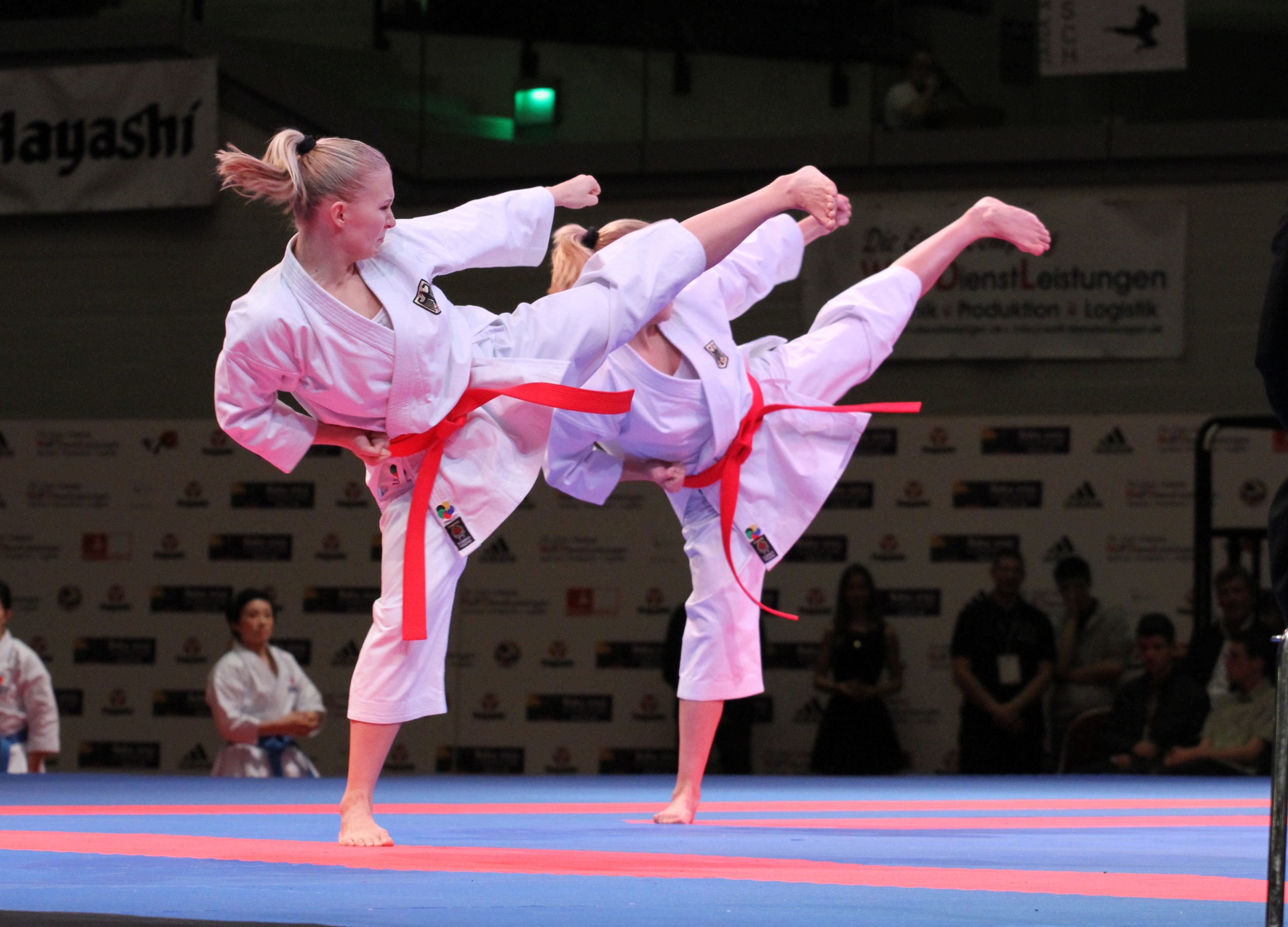
Démonstration de kata de karaté

Kime (japonais : 決め) est un mot japonais.

## En karaté
En karaté, le 決め (kime, littéralement : « décision ») est souvent désigné comme étant « l'esprit de décision ». En raison de son association, en général, avec un travail de l'énergie, et de la même prononciation en japonais de ki (決, du chinois : 決 ; pinyin : jué ; litt. « décidé, déterminé »), avec le ki (氣, du chinois simplifié : 气 ; chinois traditionnel : 氣 ; pinyin : qì ; litt. « air / souffle / énergie »), il est parfois traduit par erreur en « énergie pénétrante ». Il est possible de comparer le fajing à ce dégagement de puissance, qui est associé au kime.
Cela correspond à la brève mais intense concentration d'énergie (certains experts tel Mitsusuke Harada, maître de karaté-dō, parle d'explosion), augmentée d'un influx mental allant dans le même sens au moment du contact avec l'adversaire, que cela soit dans une technique d'attaque (Atemi percutant, pénétrant ou chassant) ou une technique de défense (Uke wasa).
Le kimé est la manifestation ultime de l'efficacité en Karaté do mais aussi dans les autres arts martiaux d'origine asiatique.
La plupart du temps en Karaté do, le kimé est accompagné d'un kiai, c'est-à-dire l'extériorisation spontanée de cette explosion énergétique. C'est un cri puissant, plus ou moins long, provenant du ventre (腹 (Hara), du chinois chinois : 腹 ; litt. « ventre/abdomen »), celui-ci étant défini comme le centre de l'énergie vitale, situé à 3 cm ou 2 pouces 1/2 environ sous le nombril, correspondant au 丹田 (tanden) japonais, venant du chinois 丹田, dāntián, « bas-ventre ou hypogastre », venant lui-même du chakra nommé manipura, dans les cultures indiennes de l'hindouisme et des vedas).
Pour qu'un kime soit vraiment efficace, la période de contraction musculaire doit être extrêmement brève et doit concerner uniquement :
- les muscles des avant-bras afin de protéger le poignet et de mettre la main dans la position de frappe idéale
- la ceinture abdominale afin d'assurer la verticalité de la structure et la solidarisation entre les hanches et le buste
- la charnière inter-costale (environ 10 cm sous les aisselles) afin de transmettre l'énergie du Hara vers le bras
- les muscles des membres inférieurs (mollets, quadriceps) afin de favoriser l'enracinement dans le sol

Par contre, durant la période précédant la mise en œuvre du kimé, il faudra veiller à ne surtout pas contracter les épaules, ni les biceps, ceci, afin de ne pas entraver la prise de vitesse nécessaire à la bonne exécution de la technique.
On peut en déduire que le kimé utilise donc autant le mouvement physique (l'énergie cinétique accumulée par le mouvement du bassin ayant entraîné et renforcé la vélocité du bras exécutant la technique) que l'énergie générée par le Hara lui-même (le Ki).
La condition sine qua non d'un kimé efficace, réside dans le fait d'éviter à tout prix toute déperdition d'énergie lors de l'impact sur la cible. Or, cela ne s'obtient que par un enracinement très fort dans le sol, par l'intermédiaire d'une position stable, donnant un appui maximal sur la jambe arrière (lors d'un zen-kutsu dachi ou d'un fudo dachi) ou sur les 2 jambes simultanément (en Kiba-Dachi par exemple).
Dans cette Voie martiale qu'est le Karaté-dô, plus que la victoire, le but est la maîtrise de l'esprit qui elle-seule permet de dominer le corps. Le kime en est la parfaite illustration car il ne s'acquiert qu'après de longues années d'une pratique martiale assidue.
Un mouvement, une technique sans kime, ce n'est pas du Karaté.